# 아셀 지파
아셀 지파(히브리어: אָשֵׁר‎, 현대 히브리어: ʼAšer, 티베리아 히브리어: ʼĀšēr, "행복한자")는 이스라엘 민족의 열두 지파 중 하나이다. 야곱과 질바의 차남인 아셀의 후손들로 전해진다.

## 성경에서
여호수아기에서 여호수아의 지휘 아래 가나안을 점령한 뒤 가나안 땅을 상속받는 지파 중 하나로 등장한다. 이 정벌사건에 대해 여러 견해가 있는데, 성서학자 케네스 키친은 기원전 1200년으로 추정했고 기원전 1500년경으로 추정하는 견해도 있다. 그러나 대부분의 역사학자들은 여호수아의 지휘 아래 가나안을 정벌한 여호수아기의 사건이 실제로 일어난 적이 없다고 본다.
성경에서는 아셀이 갈릴래아 서쪽의 땅을 배정받았다고 기록한다. 이 지역은 가나안 땅 가운데서도 기온이 낮고 강우량이 많아 가장 비옥한 부분으로, 초원과 숲, 과수원 등이 많아 아셀 지파는 올리브유로 유명했던 것으로 묘사된다. 모세의 축복에서 그런 모습이 잘 드러나는데, 본문비평학자들을 포함한 역사학자들은 이 부분이 후대에 아셀 지파의 부유함을 두고 창작된 것으로 본다.
여호수아가 가나안 땅을 정복한 이후 기원전 1050년경에 이스라엘 왕국이 성립되거 전 까지 아셀 지파는 느슨한 이스라엘 부족 연맹의 일부로 묘사된다. 당시 이스라엘에는 중앙 정부가 존재하지 않았기 때문에 민족적인 위기가 닥치면 판관들이 나서서 민족을 이끌었다. 블레셋의 위협이 커지자 이스라엘 부족들은 강력한 중앙집권적 군주제를 형성하기로 결정했고, 아셀 부족은 사울을 초대 왕으로 둔 새로운 왕국에 합류했다. 사울이 죽은 후에도, 유다 지파를 제외한 모든 지파들은 사울 가문에 충성을 다하여, 그의 아들 이스보셋을 왕으로 모셨다. 그러나 이스보셋이 죽은 뒤에, 아셀 지파도 다른 이스라엘 지파들과 함께 유다 왕 다윗을 다시 왕국의 왕으로 삼았다.
기원전 930년경 다윗의 손자인 르호보암이 즉위하자 가나안 북부의 지파들은 다윗 왕가에서 갈라져 북이스라엘 왕국을 형성했다. 아셀 지파 역시 여기에 속했는데, 기원전 723년경 신아시리아 제국에 의해 나라가 멸망하고 추방될 때까지 왕국의 일원으로 여겨졌다.
신약성경에서는 누가복음 2장에 등장하는 예언자 안나의 아버지가 아셀 지파였다고 말한다.

## 고고학
세티 1세와 람세스 2세때의 기록에서, 성경에서 묘사된 아셀 지파의 영역에 '아세루'라는 집단이 거주했다는 사실이 확인된다.

## 영역
모세오경을 통해 아셀 지파의 영역을 분명하게 특정하기는 어렵다. 어떤 구절에서는 아셀 지파의 것으로 묘사된 성읍이, 다른 구절에서는 다른 지파의 것으로 묘사되기도 하며 그 성읍들이 다른 지파의 땅 사이에 흩어져있기도 하다. 아마도 페니키아의 영향권 안에 아셀 지파가 놓여있기 때문에, 오랜 기간 동안 다른 이스라엘 지파들과 상당히 단절된 상태에서 형성된 것으로 본다. 예를들어 바락의 지휘 아래 시스라가 이끄는 하솔의 군대와 이스라엘 지파가 전투를 벌일 때 아셀 지파는 참여하지 않았다.
비판적인 학자들은 아셀 지파가 이후에도 이스라엘 연합에 명목상으로 동참하기는 했지만, 연합의 정치에는 전혀 관여하지 않았다고 보기도 한다. 그 근거로 르우벤 지파, 가드 지파와 함께 아셀 지파 출신으로 명시되는 인물이 성경에서 어느 순간 이후 전혀 등장하지 않는다는 점을 들곤 한다. 또한 역대상 27장에서 다른 지파의 지휘관이 모두 언급될 때 가드 지파와 아셀 지파만 언급되지 않는 점을 들기도 한다.